# بيزو (أورن)
بيزو هي بلدية في أورن في شمال غرب فرنسا.